# 国民健康保険小松市民病院
国民健康保険小松市民病院（こくみんけんこうほけんこまつしみんびょういん）は、石川県小松市にある医療機関。小松市病院事業の設置並びに管理条例（昭和41年12月24日条例第44号）に基づき小松市が運営する国民健康保険直営の病院である。
石川県の南加賀医療圏（小松市・加賀市・能美市・能美郡川北町）の中核医療機関で、同病院には南加賀急病センターが併設されている。

## 沿革
- 1950年11月1日 - 石川県厚生連農業協同組合より譲渡を受けて、市立小松病院設立（小松市東町）。
- 1957年4月1日 - 小松市相生町に移転。国民健康保険事業の開始に伴い、名称を国民健康保険市立小松病院に改称。
- 1958年6月23日 - 丸山診療所開設（翌年、新丸診療所に改称）。
- 1964年4月1日 - 名称を国民健康保険市立小松総合病院に改称。
- 1965年4月1日 - 粟津分院開設。
- 1965年10月1日 - 尾小屋診療所開設。
- 1974年1月1日 - 大杉診療所開設。
- 1989年4月1日 - 小松市向本折町に移転。名称を国民健康保険小松市民病院に改称。
- 1998年10月1日 - 粟津分院を廃止、粟津診療所を開設。
- 2010年 - 新丸診療所を廃止[1]。
- 2014年4月 - 許可病床数を344床に減床する。
- 2019年1月 - 許可病床数を340床に減床する。

## 施設概要
- 1989年に竣工した施設は、開放型病床30床が設置された（設置当時は北信越地方では初めて開設）。また、2007年1月には、南館が増築されて、南加賀広域事務組合が運営する南加賀急病センターが開設された。

敷地全体
- 敷地面積 - 48,315.95m2
- 駐車場収容台数 - 746台

本館
- 地上8階、地下1階（構造：SRC、一部RC）
- 建築面積 - 6,764.17m2
- 延床面積 - 24,303.15m2

南館
- 地上5階（構造：SRC）
- 建築面積 - 1,883.53m2
- 延床面積 - 6,453.98m2

## 診療科
- 内科
- 小児科
- 循環器科
- 消化器科
- 呼吸器科
- 神経内科
- 外科
- 整形外科
- 脳神経外科
- 形成外科
- 産婦人科
- 泌尿器科
- 皮膚科
- 耳鼻咽喉科
- 歯科
- 口腔外科
- 眼科
- 麻酔科
- 放射線科
- リハビリテーション科

## 主な指定施設
- 救急指定病院
- がん診療連携拠点病院（地域拠点病院）
- 災害拠点病院（地域災害医療センター）
- エイズ治療拠点病院（地域拠点病院）
- 地域医療支援病院

## 診療所
小松市民病院には粟津診療所と、へき地診療所の大杉診療所と尾小屋診療所の各診療所が設置されてきたが、2023年（令和5年）9月末で閉鎖されることになった。
- 国民健康保険小松市民病院粟津診療所
  - 1949年（昭和24年）に小松市民病院粟津病院として開院[1]。1965年（昭和40年）に小松市が買い取って市立小松総合病院粟津分院となり、1998年（平成10年）に小松市民病院粟津診療所となった[1]。
  - 所在地 - 小松市島町カ20番地
- 国民健康保険小松市民病院尾小屋診療所
  - へき地診療所（完全予約制で運営）[1]
  - 所在地 - 小松市尾小屋町チ52番地1
- 国民健康保険小松市民病院大杉診療所
  - へき地診療所（完全予約制で運営）[1]
  - 所在地 - 小松市大杉町イ98番地

## 交通アクセス
- 小松駅より小松バス市内循環線・市内循環線B線で「小松市民病院」下車。
- 北陸自動車道小松インターチェンジより車で約10分、小松駅より車で約10分。